# Carlos Molina (payador)
Carlos Molina (Melo, 11 de setiembre de 1927 - Montevideo, 30 de agosto de 1998) fue un poeta y payador uruguayo, considerado el más importante artista de este género en la región del Río de la Plata de la segunda mitad del siglo XX. Fue muy reconocido por su ideología anarquista.

## Biografía
Nació en una humilde vivienda de la ciudad de Melo (Cerro Largo), ubicada en las actuales calles «Luis Alberto de Herrera» y «Agustín Muñoz».

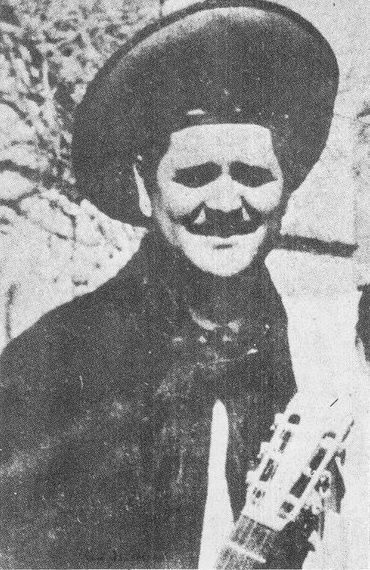
Carlos Molina en su juventud.

Junto al también payador Juan Carlos Bares emprende una gira que lo lleva al departamento de Soriano, y acuciados por penurias económicas, se trasladan a Mercedes. Bares recuerda esta gira de esta forma:

Lo único que teníamos eran las guitarras, hambre y un cansancio de siglos. Recorrimos a pie los largos kilómetros que separaban una ciudad de otra. Cuando cayó en nuestras manos un poco de dinero, Molina compró queso y longaniza, que para nosotros y en el estado en que nos hallábamos era todo un manjar. Yo adquirí un par de alpargatas, porque las que tenía no resistían ninguna nueva caminata.

En Mercedes actuaron en un bar llamado «El barquito» y posteriormente en la estancia «La alegría». Luego de dar por terminada la gira, Bares decidió proseguir hacia Paysandú mientras que Molina emprendió el viaje de regreso a Montevideo.
En 1956 resultó ganador del Primer Certamen Internacional de Payadores.

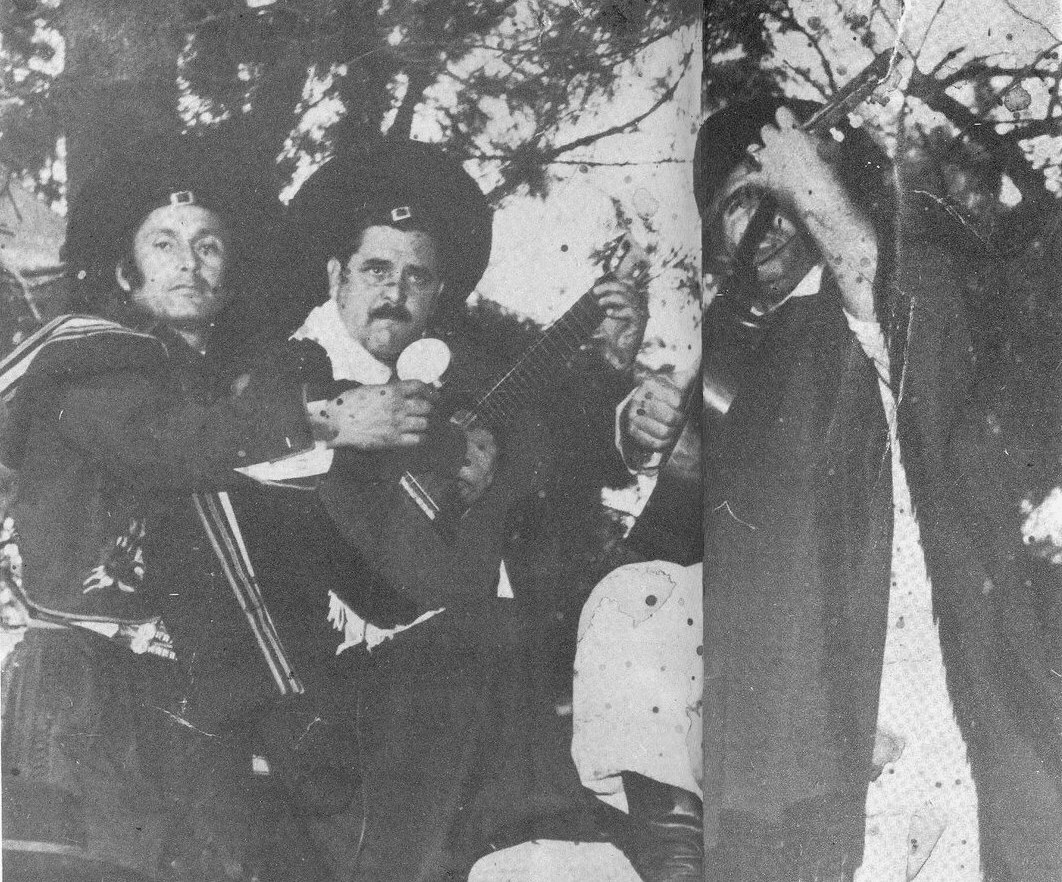
Carlos Molina (centro), junto a Juan Carlos Bares (derecha) y Roberto Bonacina (izquierda).

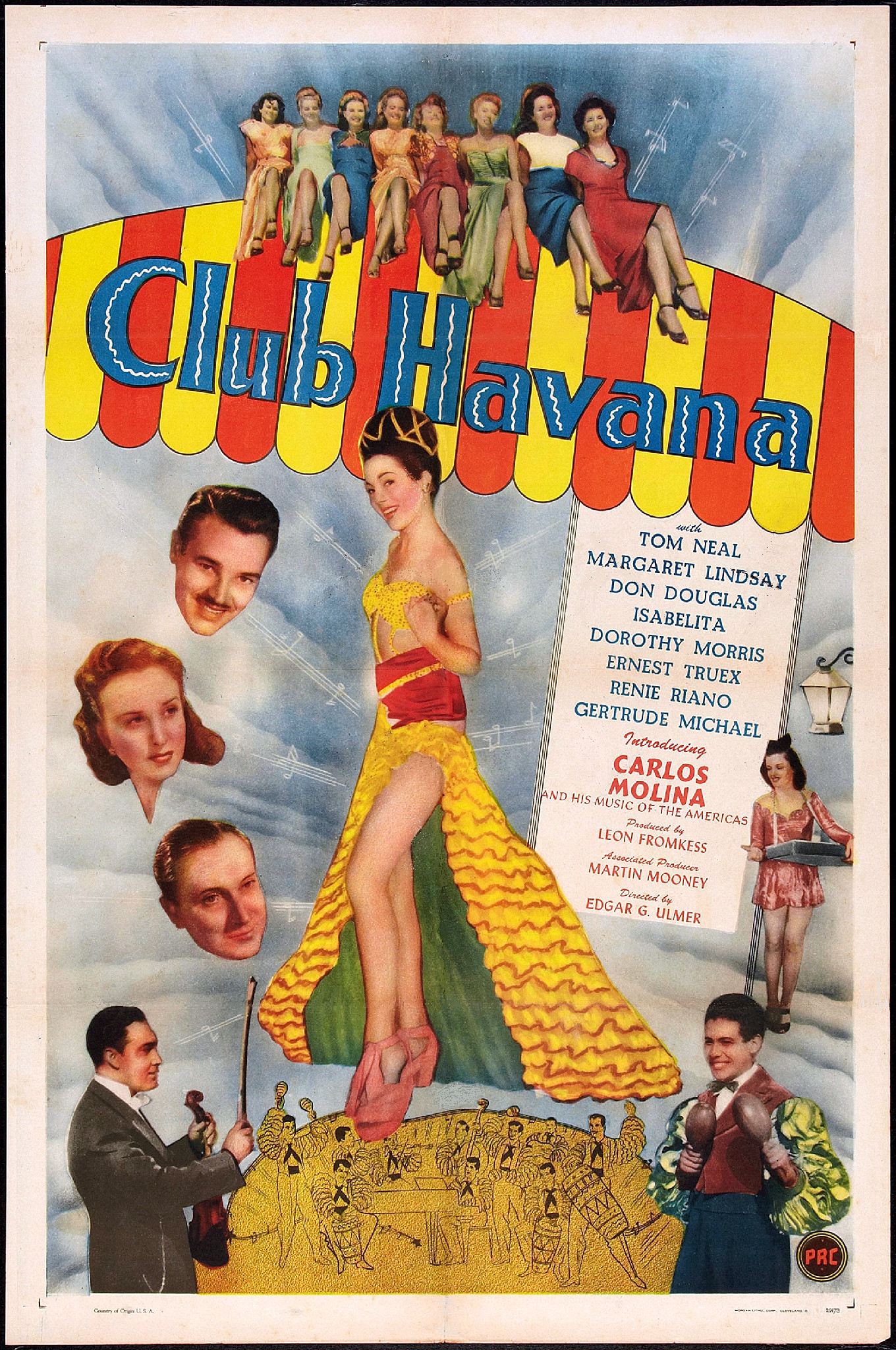
Club Havana, 1945

Protagonizó un tristemente célebre duelo con el payador uruguayo Héctor Umpierrez, que se inició sobre el escenario y continuó con un duelo a facón limpio, del cual Umpierrez resultó malherido al borde de la muerte. Esta desavenencia probablemente haya estado motivada por el abismo que separaba a Molina, de ideología anarquista, de Umpierrez quien años más tarde cantaría para dictadores como Augusto Pinochet, Gregorio Álvarez o Alfredo Stroessner.
Apoyó muchas veces desde su arte distintas huelgas de trabajadores de empresas como Funsa o en la industria frigorífica. En 1967 fue detenido en Argentina en medio de un concierto por cantarle al Che Guevara y recluido en Bahía Blanca. Este hecho motivó que el poeta Juan Gelman le dedicara esas líneas:

Soy de un país donde hace poco Carlos Molina Uruguayo, anarquista y payador
Fue detenido(...) Molina contaba como siempre bellezas y dolores cuando de pronto el Ché empezó a vivir a morir en su guitarra y así la policía lo detuvo...
«Pensamientos», Juan Gelmán. Octubre de 1967.

En 1989 protagonizó junto a la artista argentina Marta Suint, en Sídney (Australia), la que se considera la «Primera payada del otro lado del mundo».

## Discografía
- Coplas del nuevo tiempo (América Hoy LOF 014)
- El payador rebelde (Pincén, Argentina)
- El arte del payador vol. 1 (junto a Gabino Sosa Benítez. Ayuí / Tacuabé a/e37. 1982)
- De muy adentro (Ayuí / Tacuabé a/m25k. 1983)
- Roja y negra la ternura (edición no comercial, Australia)
- El gallo y el alba (Ayuí / Tacuabé a/e152k. 1996)
- El canto del payador (Ayuí / Tacuabé ae222cd)

## Libros
- Cantándole al pueblo: cantos libertarios. Segunda parte: Poemas rurales (Ed. Editorial Cisplatina. 1956)
- Trovero del pueblo (Ed. Agrupación Libertaria Cerrito-Porvenir. 1957)
- Tierra libre (Ed.Artes Gráficas. 1958)
- Rebeldías del camino (Ed. Lucha Libertaria, 1961)
- Yunques rojos (Ed. Librería Blundi. 1963)
- Coplas del nuevo tiempo (Ed. Editorial Sandino. 1970)
- Grillos y terrones (Ed. Carlos Molina. 1980)
- El hombre y la copla (Ed. Ediciones Recortes. 1995)
- Yunta y surco: versos criollos (junto a Aramís Arellano. Ed. Editorial Cisplatina de Chile)